# Bill Hicks
William Melvin "Bill" Hicks, född 16 december 1961 i Valdosta i Georgia, död 26 februari 1994 i Little Rock i Arkansas, var en amerikansk ståuppkomiker och samhällskritiker, känd för sina kommentarer i kontroversiella politiska ämnen, bland annat Kuwaitkriget, kravallerna i Los Angeles 1992, sex, droger och abort.

## Biografi
Bill Hicks föddes i Valdosta, Georgia och var son till Jim och Mary Hicks och hade två äldre syskon, Steve och Lynn. Familjen bodde i Florida, Alabama och New Jersey innan de slog sig ner i Houston, Texas när Bill var sju år gammal. Redan vid ung ålder drogs han till komedi; han imiterade Woody Allen och skrev nummer med sin vän Dwight Slade. Vid 17 års ålder var hans föräldrar oroliga över hans beteende och tog honom till en psykoanalytiker, men denne kunde inte hitta något fel på honom.
1978 öppnade Comedy Workshop i Houston och Hicks började uppträda där. Han arbetade sig upp till ett uppträdande varje tisdagskväll under hösten, då han fortfarande gick i high school. Han mottogs väl av publiken och började utveckla sina improvisationsfärdigheter, men hans akt var fortfarande begränsad.

### 1980-talet
Under Hicks sista år i gymnasiet flyttade familjen till Little Rock, Arkansas, varpå han själv flyttade till Los Angeles, Kalifornien efter sin examen. Där började han uppträda på Comedy Store i Hollywood, där också Andrew Dice Clay, Jay Leno, Jerry Seinfeld och Garry Shandling uppträdde. Han medverkade i en kortlivad sitcom, Bulba, innan han flyttade tillbaka till Houston 1982. Där bildade han ACE Production Company (Absolute Creative Entertainment), som senare skulle komma att bli Sacred Cow Production Company, tillsammans med Kevin Booth.
1983 började Hicks dricka kraftigt och använda droger, något som ledde till en mer osammanhängande, argsint och ibland misantropisk stil på scenen. Han fortsatte med det som blivit en personlig stil: att attackera den amerikanska drömmen, religiöst hyckleri och traditionella attityder. Under ett uppträdande reagerade två Vietnam-veteraner negativt, sökte upp honom efteråt och bröt benet på honom. Ett ökänt uppträdande i Chicago i slutet av 80-talet, senare släppt som bootleggen I'm Sorry, Folks, resulterade i att Hicks kallade en berusad kvinnlig häcklare för "drunk cunt" och efter ytterligare provocering lite senare skrek ut sitt kanske mest ökända citat, "Hitler had the right idea, he was just an underachiever" ("Adolf Hitler var på rätt spår, han var bara en underpresterare").
Hicks karriär gick framåt samtidigt som hans drogmissbruk ökade. 1984 var han med på Late Night with David Letterman tack vare sin vän Jay Leno. Han gjorde intryck på Letterman och kom tillbaka för ytterligare elva framträdanden i programmet, alla mycket populära, trots att de var lättare varianter av hans scenshower.
1986 var Hicks utfattig efter att ha spenderat alla sina pengar på narkotika men karriären fick ett nytt lyft då han deltog i Rodney Dangerfields "Young Comedians Special" 1987. Samma år flyttade han till New York och gjorde under de fem efterföljande åren drygt 300 uppträdanden per år. Hans rykte blev lidande på grund av drogmissbruket, så 1988 slutade han med droger och alkohol och föll tillbaka till cigaretter som sin enda last, ett tema som sedan förekom ofta i uppträdandena. 1989 släpptes han sin första video, Sane Man, som möttes av god kritik.

### 1990-talet
1990 släppte han sitt första album Dangerous, gjorde HBO-specialen One Night Stand och uppträdde på festivalen Just for laughs i Montréal samt som en del av en grupp amerikanska ståuppkomiker i Londons West End i november. Han skördade stora framgångar i Storbritannien och Irland och fortsatte att turnera där året därpå. Under 1992 uppträdde han återigen på Just for laughs och spelade in sitt andra album Relentless.
Hicks gjorde samma år också en kort avstickare till musikvärlden med Marble Head Johnson-albumet, och träffade Colleen McGarr som skulle komma att bli hans fästmö. I november spelade han in videon Revelations för Channel 4 i England. Han blev utsedd till "Hot Standup Comic" av Rolling Stone och flyttade till Los Angeles igen i början av 1993.
Senare under 1993, då han turnerade i Australien, började han klaga över smärtor och i mitten av juni fick han veta att han hade bukspottkörtelcancer. Han arbetade också på ett pilotavsnitt av en ny sitcom, Counts of the Netherworld, för Channel 4 vid denna tid. Budget och storyboard hade godkänts och avsnittet filmades. Det visades på olika evenemang runtom i världen på tioårsdagen av hans död 2004.
Han började få cellgiftsbehandling varje vecka samtidigt som han fortsatte turnera och spelade in sitt mest argsinta album, Arizona Bay, med Kevin Booth. Den 1 oktober skulle han vara med på David Letterman för tolfte gången men klipptes bort då han skulle kunna ha väckt anstöt hos sponsorerna. Vid denna tidpunkt gjorde Hicks ett nummer om "pro life"-organisationer där han uppmanade dem att bilda kedja och blockera kyrkogårdar istället för abortkliniker. En reklamfilm för en "pro life"-organisation skulle sändas under den kvällens avsnitt.
Hicks gjorde sitt sista uppträdande den 6 januari 1994 i New York och flyttade kort därefter tillbaka till sina föräldrars hus i Little Rock. Han ringde sina vänner för att ta farväl innan han slutade att kommunicera den 14 februari; han avled den 26 februari, 32 år gammal. Han begravdes i Leakesville, Mississippi.

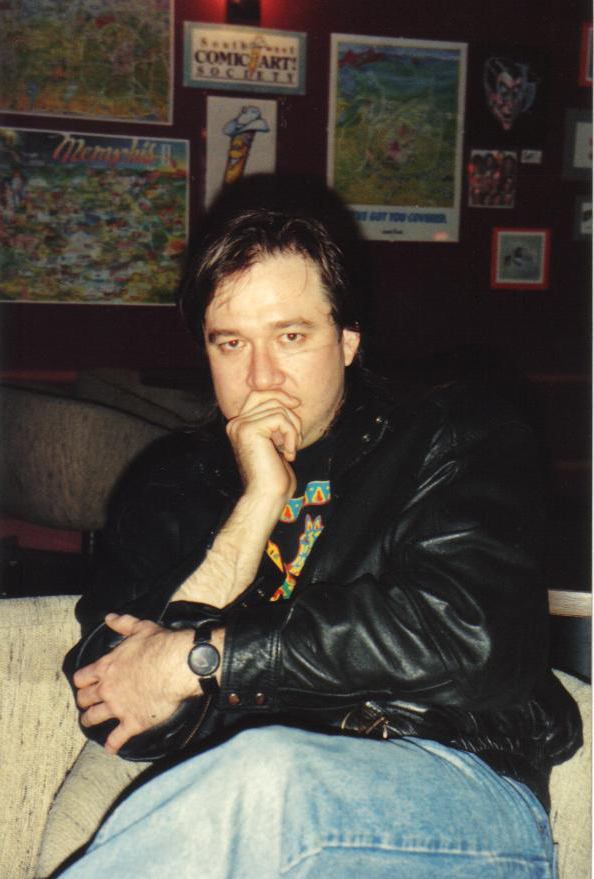

Albumet Arizona Bay, och det som anses vara hans bästa, Rant in E-Minor, släpptes postumt 1997 av hans vän Kevin Booth.

## Eftermäle
Det brittiska bandet One Minute Silence döpte två av sina låtar, "It's Just a Ride" och "If I Can Change", efter material av Bill Hicks; det förra var taget från en videomonolog i vilken Hicks menade att livet "bara är en åktur", ackompanjerad av video av en tur på en berg- och dalbana.
Brittiska Radioheads album The Bends från 1995 var dedicerat till Hicks.
Det amerikanska bandet Tool kallade honom för "ännu en död hjälte" i sitt album Ænima, bredvid en målning av Hicks och en dedikation. Låtarna Aenema och Third Eye är baserade på hans filosofi, och den senare innehåller samplingar av hans uppträdanden. De tackade honom även på albumet Undertow, som ledde till att sångaren Maynard James Keenan blev vän med honom.

## Diskografi
Officiella album
- Dangerous (1990)
- Relentless (1992)
- Arizona Bay (1997)
- Rant in E-Minor (1997)
- Philosophy: The Best of Bill Hicks (2001)
- Love, Laughter and Truth (2002)
- Flying Saucer Tour Vol. 1 (2002)
- Shock and Awe (2003)
- Salvation (2005)
- The Essential Collection (2010)